# Литвин, Алтер Львович
А́лтер Льво́вич Литви́н (в быту Алексей Львович; 18 декабря 1931, Казань — 6 марта 2023, Казань) — советский и российский историк, специалист по истории гражданской войны в России, историографии. Доктор исторических наук (1976), профессор (1979). Заслуженный деятель науки Российской Федерации (1999) и Татарской АССР.

## Биография
Родился 18 декабря 1931 года в Казани, в семье Льва Вульфовича Литвина (1903—1958) и Сары Наумовны Литвиной (1905—1950). Отец репрессирован в 1941 году «за анекдот».
В 1950 году окончил с серебряной медалью школу рабочей молодёжи № 3 г. Казани. В 1955 году окончил историко-филологический факультет Казанского университета. Учителя: И. М. Климов, Л. М. Спирин.
В 1951—1961 годах преподавал историю в школе, одновременно — научный сотрудник Государственного музея Татарстана (1957—1962). Кандидат исторических наук (1962, диссертация «Из истории борьбы местной печати за укрепление тыла Восточного фронта в 1918—1919 гг.»). В 1962—1979 годах преподавал в Казанском государственном педагогическом институте, в 1979—1985 — в Казанском химико-технологическом институте, заведующий кафедрой научного коммунизма.
В 1975 году в Московском педагогическом институте им. В. И. Ленина защитил докторскую диссертацию «Крестьянство Среднего Поволжья в Гражданской войне» (научным консультантом был академик И. И. Минц), с 1976 профессор.
В течение ряда лет был членом проблемного совета АН СССР «История Великой Октябрьской социалистической революции», проблемного совета Минвуза РСФСР «Методология и историография истории КПСС».
С 1985 года — профессор Казанского университета, с 1989 по 1998 год заведовал основанной им кафедрой историографии и источниковедения, в 1998—2013 гг. профессор кафедры. Читал лекции в Гиссенском университете (ФРГ, 1996), Еврейском университете (Иерусалим, 1997, 1999), США.
Создатель научной школы — под его руководством более 30 аспирантов защитили кандидатские диссертации и 3 докторские. Ученики: С. С. Багавиева, А. Г. Володин, Б. Т. Гали, И. В. Герасимов, В. Ю. Дубровин, А. В. Зайцев, С. Ю. Малышева, М. Б. Могильнер, М. И. Надеева, Л. М. Овруцкий, С. Ю. Рычков, С. Б. Скибинская, А. Ю. Суслов, А. В. Сыченкова и др.
Скончался 6 марта 2023 года в Казани. Похоронен на Арском кладбище.

## Семья
Супруга — Фаина Адольфовна Литвина (урождённая Шик, 25 апреля 1935 — 2 ноября 2015), кандидат исторических наук. Сын — Александр (род. 14.02.1958), доктор исторических наук (2003), профессор КФУ; есть внук и правнуки.

## Научные интересы
История гражданской войны в Поволжье, отечественная и зарубежная историография гражданской войны в России, история государственного террора в годы гражданской войны, история социалистических партий России, история политических репрессий XX в.

## Награды
- Почётное звание «Заслуженный профессор Казанского университета» (2006).
- Заслуженный деятель науки Татарской АССР (1990).
- Заслуженный деятель науки РФ (1999).
- Лауреат Государственной премии Республики Татарстан в области науки и техники (1997).
- Грант Департамента США Программы «Freedom Support» — «Построение демократии в многонациональных обществах» (участники — А. Л. Литвин, А. А. Сальникова, С. Ю. Малышева). (Институт истории Кафедра историографии и источниковедения).

## Основные работы
Автор более 500 научных публикаций.

### Книги
- Газета «Знамя революции» в борьбе за разгром врага на Восточном фронте в 1918—1919 гг. Казань: Изд-во Казан.ун-та, 1959. 31 с.
- Журнал «Клич». Казань, 1959. — 13 с.
- Они были первыми: (Из истории соц.-дем. и марксистских кружков в Казани в 1890—1900 гг.) / Р. И. Нафигов, А. Л. Литвин. Казань: Изд-во Казан. ун-та, 1963. — 20 с.
- Краеведение в школе: (История Татар. АССР) : Метод. пособие для учителей / А. Л. Литвин, Е. И. Устюжанин, Г. И. Хамитов. Казань: Таткнигоиздат, 1967. — 92 с.
- Литвин А. Л., Мухарямов М. К. Борьба за Казань в 1918 году. Казань: Таткнигоиздат, 1968. — 88 с.
- Крестьянство Среднего Поволжья в годы гражданской войны. Казань, 1972. — 304 с.
- Александр Аросев / А. Л. Литвин, А. П. Ненароков, О. В. Несмелов; [Предисл. Н., Е., О. Аросевых]. Казань: Тат. кн. изд-во, 1974. — 72 с.
- Крестьянство Среднего Поволжья в гражданской войне: Автореферат дис. … д-ра ист. наук. (07.00.02) / Моск. гос. пед. ин-т им. В. И. Ленина. М., 1975. — 37 с.
- Гирш Олькеницкий. Казань: Таткнигоиздат, 1976. — 78 с.
- Ермолаев И. П., Литвин А. Л. Профессор Николай Николаевич Фирсов: Очерк жизни и деятельности. Казань: Изд-во Казан. ун-та, 1976. — 102 с.
- Литвин А. Л., Спирин Л. М. На защите революции : В. И. Ленин, РКП(б) в годы гражд. войны. (Историогр. очерк). Л.: Лениздат, 1985. — 270 с.
- «Дело сдать в архив…» : Разгром антисоветского подполья в Татарии в 1917—1920 гг. Казань: Татар. кн. изд-во, 1986. — 198,[2] с.
- Советская историография Гражданской войны в Поволжье. Казань, 1988. — 132 с.
- Современная англо-американская историография гражданской войны в Поволжье / А. Л. Литвин, С. Б. Скибинская. Казань: Издательство Казанского университета, 1990. — 107,[2] с.; ISBN 5-7464-0261-3
- Гилязов А. И., Литвин А. Л. Другого пути нет: Роман-хроника в 3-х кн. Казань: Татар. кн.изд-во, 1990. — 539 с.
- Казань: время Гражданской войны. Казань, 1991. — 172 с.
- Литвин А. Л., Овруцкий Л. М. Левые эсеры: программа и тактика (некоторые вопросы). Казань: Издательство Казанского университета, 1992. — 143 с. ISBN 5-7464-0731-3
- Запрет на жизнь. Казань, 1993.
- Два следственных дела Евгении Гинзбург: [Сборник / Сост. и авт. вступ. ст., с. 4-20, А. Л. Литвин]. Казань: МП «Кн. дом»: Фирма «Тавес», 1994. — 266,[1] с. ISBN 5-88582-016-3
- Без права на мысль: Историки в эпоху Большого террора. Очерки судеб. Казань, 1994. — 189 с.
- Красный и белый террор в России. 1918—1922 гг. Казань: Тат. газетно-журнальное изд-во, 1995. — 326 с.
  - Красный и белый террор в России. 1918—1922 гг. М.: Эксмо, Яуза, 2004. — 448 с. ISBN 5-87849-164-8
- Меньшевистский процесс 1931 года: Сб. док.: В 2 кн. / [Сост., авт. ввод. ст. А. Л. Литвин]. М.: РОССПЭН, 1999. ISBN 5-8243-0002-X
- Litvin A. Writing History in Twentieth-Century Russia: A View from Within / translated and edited by John L.H. Keep. Houndmills; Basingstoke: Palgrave, 2001. — 201 p.
- Борис Савинков на Лубянке. Документы / науч. ред. А. Л. Литвин; сост.: В. К. Виноградов [и др.]. М.: РОССПЭН, 2001. 574, [1] с., [24] л. ил., портр., факс.; ISBN 5-8243-0200-6
- Дело Фани Каплан, или Кто стрелял в Ленина? Изд. 2-е, испр. и доп. М.: X-History, 2003. — 296 с.
- Alter Litvin, John Keep Stalinism: Russian and Western Views at the Turn of the Millennium. — London; New York: Routledge, 2005.
- Кип Дж., Литвин А. Л. Эпоха Иосифа Сталина в России. Современная историография. — М.: РОССПЭН, 2009. — 328 с.
- Следственное дело Якова Оссовского. Казань: КГУ, 2006. — 45 с. ISBN 5-98180-253-7
- Литвин А. А., Литвин А. Л. Заурядная жизнь незаурядного человека В. В. Адоратский (1878—1945). Казань: Издательство Казанского университета, 2008. — 128 с.
- Дневник историка С. А. Пионтковского (1927—1934) / Редкол.: Д. Бранденбергер, А. М. Дубровский, А. Л. Литвин (отв. ред. и вступ. ст.). — Казань: Казанский гос. ун-т, 2009. — 516 с. — ISBN 978-5-98180-720-6
- Жизнь как выживание. Воспоминания и размышления о прошлом. М.: Собрание, 2013. — 280 с. ISBN 978-5-9606-0123-8
  - Our Unpredictable Past. Essays on Twentieth-Century Russian History and Politics 2000—2015. Translated by John Keep. Kazan' — Bern. 2015. 76 p.
- Частная жизнь. Рассказы. Встречи. Размышления. Казань, 2018. — 228 с.
- Евреи в Казанской губернии и Республике Татарстан. Очерки истории / [Алтер Литвин, Искандер Гилязов, Борис Аронзон и др.]. Казань: Акад. наук РТ, 2018. — 272 с.: табл.; ISBN 978-5-9690-0491-7
- Российская историография государственного террора в стране 1917—1953. М.: Собрание, 2019. — 364 с. ISBN 978-5-96060-172-6
- К истории покушений на В. И. Ленина в 1918 году. Казань, 2021. — 62 с.
- Встречи. Рассказы. Казань, 2021. — 74 с.
- Юлий Мартов. История жизни и деятельности, 1873—1923 / А. Л. Литвин, И. Х. Урилов. М.: Собрание, 2021. — 310 с. ISBN 978-5-9606-0190-0

### Статьи
- Восточный фронт (1918—1919 гг.): (Обзор литературы 1920 — начала 1930-х гг.) // Из истории Татарии. Краеведческий сборник. Казань, 1965. С. 123—166.
- Воспоминания о борьбе за Казань в 1918 году как исторический источник // Из истории Татарии. Казань, 1966. С. 73-102.
- Мухарямов М. К., Литвин А. Л. Казань, восемнадцатый год… // Коммунист Советской Латвии. 1968. № 8. С. 54-57.
- Комбеды Среднего Поволжья: (К историографическому изучению) // Очерки истории Поволжья и Приуралья. Вып. 2-3. Казань, 1969. С. 251—264.
- Литвин А. Л., Циунчук А. Г. Создание и деятельность Татарского Истпарта (1920—1939). // Историография федосеевских марксистских кружков в Поволжье. Казань, 1972.
- Литвин А. Л., Нафигов Р. И. Крах партии левых эсеров был неизбежен: [Рец.]: Спирин Л. М. Крах одной авантюры. — М., 1971 // Вопросы истории КПСС. 1972. № 4. С. 135—136.
- В. В. Адоратский в Казани (1919—1920 гг.) // Ученые записки Казанского пед.ин-та. Вып.178. Казань, 1977. С. 58-71.
- Литвин А. Л., Спирин Л. М. Коммунистическая партия — организатор разгрома Колчака: (Историография проблемы) // Вопросы истории КПСС. 1980. № 3. С. 123—131.
- Крестьянство России и политические партии в годы гражданской войны в освещении современной советской историографии // Непролетарские партии России в 1917 году и в годы гражданской войны: Мат. конф. — М., 1982. С. 181—188.
- Советская историография краха «демократической» контрреволюции в России // Вопросы истории. 1982. № 1. С. 111—119.
- ВЧК в советской исторической литературе // Вопросы истории. 1986. № 5. С. 96-103.
- «В борьбе обретешь ты право свое!» К истории самой многочисленной партии России // Наука и жизнь. 1991. № 3. С. 20—27.
- Следственные дела как исторический источник // Эхо веков. 1995. № 5. С. 170—176.
- Российская историография большого террора // У источника: [Сборник] / Отв. ред. С. О. Шмидт. Вып. 1. — М., 1997. С. 546—575.
- Азеф Второй // Родина. 1999. № 9. С. 80—84.
- [Рец.]: Протасов Л. Г. Всероссийское Учредительное собрание. История рождения и гибели. — М., 1997 // Вопросы истории. 2001. № 7. С. 165—167.
- Ученые Казанского университета во время смены политических режимов // Власть и наука, ученые и власть, 1880-е — начало 1920-х годов: Мат. междунар. науч. коллоквиума. — СПб., 2003. С. 124—132.
- Размышления о гражданской войне в России // Гражданская война в России. События, мнения, оценки. Памяти Ю. И. Кораблева: сб. ст. — М., 2002. С. 325—333.
- [Рец на кн.]: Getzler I. Nikolai Sukhanov. Chronicler of the Russian Revolution. Basingstoke, N.Y.: Palgrave, 2002. 226 p. / А. Л. Литвин, А. А. Сальникова // AB IMPERIO: Теория и история национализма и империи в постсоветском пространстве. Казань, 2003. № 3. С. 593—597.
- Судебный процесс над лидерами партии правых эсеров в 1922 г. (историографические заметки) // Россия в глобализирующемся мире: сб. науч. ст. Архангельск, 2006. С. 192—206.
- История Великой Отечественной войны в современной историографии // Татарстан в годы Великой Отечественной войны: люди, события, память: сб. ст. и материалов науч. конф., Казань 12-14 мая 2005 г. Казань, 2006. С. 7-20.
- Реакция современников на смерть Г. В. Плеханова // Линия судьбы: сборник статей, очерков, эссе. — М., 2007. С. 542—546.
- Как погиб Моисей Урицкий?: следственная версия // На фронте истории Гражданской войны: памяти В. Д. Поликарпова: [сборник статей и документов]. — М., 2009. — С. 320—332.
- КРАСНЫЙ ТЕРРОР // Большая российская энциклопедия. Том 15. — М., 2010. С. 648.
- Дневник С. А. Пионтковского как исторический источник // Исторический источник и проблемы российской истории: сб. науч.ст. Казань, 2011. — С. 124—137.
- Этап пройден? 1937 год в истории России: ретроспективные размышления // Ab Imperio. 2017. № 1. — С. 323—356.